# Zo zijn onze manieren of Kleine sociale leergang
Zo zijn onze manieren of Kleine sociale leergang is een hoorspel van Hermann Moers. Kleiner Sittenlehrgang werd op 8 december 1970 door de Norddeutscher Rundfunk uitgezonden. C. Denoyer vertaalde het en de VARA zond het uit op zaterdag 9 oktober 1971 (met herhalingen op woensdag 7 juni 1972, vrijdag 12 juli 1974 en vrijdag 18 juni 1976). De regisseur was Ad Löbler. Het hoorspel duurde 40 minuten.

## Rolbezetting
- Joke Reitsma-Hagelen (Lerke Meininger)
- Hans Veerman (Wendel Rotacker)
- Piet Ekel (de personeelschef)
- Gerrie Mantel & Paula Majoor (de beide verkoopsters)
- Jan Wegter (de jonge arbeider)
- Tonny Foletta (de oudere arbeider)
- Paul van der Lek (de kassier)

## Inhoud
Alhoewel het begrip "zede" in het huidige jargon van alledag een merkwaardige betekeniswijziging doorgemaakt heeft, is de kleine zedenleergang die de auteur bedacht heeft, geen pornografisch onderrichtsuurtje. Het is echter ook geenszins een les in zedelijk gedrag. Zijn eerste formule luidt: "Werken om te bezitten; bezitten om niet meer te hoeven werken." Wendel Rotacker, een geschoolde smid, trekt echter een streep door de rekening van de ondernemingsleiding, die haar arbeiders door de leergang tot topprestaties aanspoort. Hij geeft een draai aan de sociale leergang en aan de lerares, met het gevolg dat er zoiets als een actieprogramma voor mede- en zelfbestemming uit voortvloeit…